# Alberto Corazón
Alberto Corazón Climent (Madrid, 21 de gener de 1942 - Madrid, 10 de febrer de 2021) va ser un dissenyador, fotògraf, escultor i pintor, comissari d'exposicions, editor i activista espanyol.
Entre 1960 i 1965 va cursar estudis de Sociologia i Ciències Econòmiques mentre s'iniciava en el disseny gràfic. Fou un dels fundadors de l'editorial 'Ciencia Nueva' i 'Ediciones Alberto Corazón'. També va presentar les seves primeres exposicions de pintura a Torí i a Milà.
Va participar en els inicis de l'art conceptual amb exposicions a 'espais alternatius' en un primer moment, que posteriorment es traslladare per Europa, a Itàlia i a Alemanya. Rambé estigué present a la Biennal de Venècia de 1976 al costat de Tàpies i l'Equip Crònica. Dos anys després fou convidat a la Biennal de París per exposar al Petit Palais, aquesta vegada, al costat d'Antonio Saura. Ha estat considerat el dissenyador gràfic espanyol més influent del segle xx.
Alguns dels seus més coneguts dissenys representen els logotips d'institucions i empreses espanyoles com la Biblioteca Nacional d'Espanya, la Casa de América, el Ministeri de Sanitat i Consum, la Junta d'Andalusia, la Universitat Autònoma de Madrid (UAM), la Compañía Nacional de Teatro Clásico, l'ONCE, Paradores de Turismo, Renfe Rodalies, la SGAE, la Casa del Libro, o el Centro Cultural de la Villa de Madrid, entre d'altres. Ha estat fundador i president de l'Associació Espanyola de Dissenyadors Professionals.
El 1989 aconseguí el Premi Nacional de Disseny. Abans havia aconseguit el reconeixement internacional de l'Arts Director Club de Nova York o els British Design Awards. El novembre de 2006 va ingressar a la Real Academia de Bellas Artes de San Fernando amb la creació de la disciplina de dissenyador d'aquesta institució.